# 2145 Blaauw
Blaauw (asteróide 2145) é um asteróide da cintura principal com um diâmetro de 34,2 quilómetros, a 2,9356958 UA. Possui uma excentricidade de 0,0885827 e um período orbital de 2 111,46 dias (5,78 anos).
Blaauw tem uma velocidade orbital média de 16,59571093 km/s e uma inclinação de 15,03249º.
Esse asteróide foi descoberto em 24 de Outubro de 1976 por Richard West.
O seu nome é uma homenagem ao astrónomo dos Países Baixos Adriaan Blaauw.